# Пеппи Длинныйчулок (повесть)
«Пе́ппи Дли́нныйчуло́к» (швед. Pippi Långstrump) — детская приключенческая повесть шведской писательницы Астрид Линдгрен, впервые опубликованная в 1945 году издательством Rabén & Sjögren. Первая в цикле о приключениях экстравагантной девочки  Пеппи Длинныйчулок.

## История создания
Зимой 1941 года семилетняя дочь Астрид Линдгрен Карин заболела пневмонией и попросила рассказать ей сказку о Пеппи Длинныйчулок. Линдгрен начала рассказывать ей о Пеппи, и эти истории позабавили Карин, а позднее и её друзей. Когда в марте 1944 г. Линдгрен сломала ногу и у неё появилось много свободного времени в постели, она записала свои истории, и уже в мае 1944 г. Карин получила на своё 10-летие рукописную книгу историй о Пеппи в подарок.
В том же году Линдгрен предложила своё произведение издательству Albert Bonniers Förlag, но там Герард Буннир отказался его печатать. После этого Линдгрен несколько изменила текст. В следующем году выпустить «Пеппи» согласилось издательство Rabén & Sjögren и не прогадало: книга имела колоссальный успех, была переведена на несколько десятков языков, неоднократно переиздавалась, в том числе в СССР и России.
Три продолжения приключений Пеппи были опубликованы в 1946—1948 годы, в 1969—1975 годы вышло ещё шесть рассказов, заключительные две истории впервые были напечатаны в 1979 и 2000 годах. Все эти продолжения имели заметно меньший успех, некоторые из них даже никогда не переводились со шведского языка.

## Сюжет
В одном провинциальном городке живёт необычная девочка — Пеппи Длинныйчулок. Несмотря на то, что ей всего девять лет, живёт она совершенно одна, без родителей, с полным чемоданом золотых монет, с лошадью и ручной обезьянкой Господином Нильсоном на вилле «Курица», доставшейся ей в наследство от без вести пропавшего отца, капитана дальнего плавания Эфраима. Пеппи фантастически сильна, экстравагантна, в общении проста, добра и великодушна.
Пеппи знакомится с соседскими детьми, Томми и Анникой, и втягивает их в круговорот своих безумных приключений, проказ и шалостей. Всё это очень не нравится взрослым, очень серьёзным жителям городка, и они решают определить Пеппи в приют. Само́й Пеппи эта идея, конечно же, весьма не по душе…
В конце книги происходит счастливая встреча девочки и её отца, который, оказывается, был выброшен кораблекрушением на далёкий остров и стал там вождём племени.

## Экранизации
См. Пеппи Длинныйчулок: Экранизации